# Psy from the Psycho World!
Albums de PSY
Ssa2
(2002)
PSY from the PSYcho World! est le premier album studio du chanteur sud-coréen PSY, sorti le 12 janvier 2001 par Cream Records. 
L'album contient 19 chansons. La chanson "I Love Sex" est une re-make de la chanson de Lee Jung-hyun, "I Love X", présent sur son premier album de la chanteuse Let's Go to My Star. L'album a également été publié dans le monde entier grâce à iTunes. Toutes les chansons de l'album ont été écrites et composées par PSY,.

## Liste des pistes
| No  | Titre                                            | Auteur                                   | Durée |
| --- | ------------------------------------------------ | ---------------------------------------- | ----- |
| 1.  | Intro                                            | PSY                                      | 1:48  |
| 2.  | Lady                                             | PSY                                      | 3:41  |
| 3.  | 새                                               | PSY                                      | 3:10  |
| 4.  | 끝                                               | PSY                                      | 3:48  |
| 5.  | 나에게 맡겨봐                                    | PSY                                      | 3:17  |
| 6.  | Life (featuring R.jay, Yota, DM , Y.Kwan, Small) | PSY, Ray Jay, Yota, Digital Masta, Small | 4:28  |
| 7.  | 동거동락                                         | PSY                                      | 3:28  |
| 8.  | Freedom                                          | PSY                                      | 3:37  |
| 9.  | 성냥팔이 소녀                                    | PSY                                      | 3:16  |
| 10. | No.1                                             | PSY                                      | 3:19  |
| 11. | I Love Sex (featuring Cho PD)                    | PSY, Cho PD                              | 3:48  |
| 12. | 쇼킹! 양가집 규수                                | PSY                                      | 3:05  |
| 13. | 성공의 어머니                                    | PSY                                      | 3:39  |
| 14. | 놀아보자                                         | PSY                                      | 3:27  |
| 15. | 2세의 처 (featuring R.jay, DM, Y.Kwan, Small)    | PSY, Ray Jay, Digital Masta, Small       | 3:44  |
| 16. | 불륜                                             | PSY                                      | 3:25  |
| 17. | 계집녀                                           | PSY                                      | 3:27  |
| 18. | Upskail Phenomenon                               | PSY                                      | 3:26  |
| 19. | Modern Times                                     | PSY                                      | 3:25  |
| 20. | Outro                                            | PSY                                      | 2:12  |